# 堀井聡
堀井 聡（ほりい さとし、1979年6月30日 -  ）は、日本のタレント。グランツ所属。茨城県出身。

## プロフィール
- 血液型…O型
- 身長…174cm
- バスト…88cm
- ウエスト…72cm
- ヒップ…88cm
- 特技…ギター 、占い、ピアノ
- 趣味…スノーボード

## 出演

### テレビ
- 中居正広の金曜日のスマたちへ（TBS）
- 踊る!さんま御殿!!（日本テレビ）
- 奇跡体験!アンビリバボー（フジテレビ）

### 映画
- 狼少女～Day Aftrer Tomorrow
- 無垢なモノ
- ビジターふぁいぶ
- マネキンからマネキン
- 一輪の薔薇
- BABEL
- 魂萌え
- キトキト
- 子猫の涙
- ジャンパー